# 绍劳
绍劳，另译索罗，缅甸克钦邦紹勞鎮區城镇，也是该镇区的治所。
该镇原属丁英领导的克钦边防部队（即克钦新民主军）所控制的“克钦邦第一特区”。2024年10月3日早上，克钦独立军和盟友克钦人民防卫军占领了该镇。